# Days Corner (Île-du-Prince-Édouard)
Days Corner est une communauté du Canada située dans le comté de Prince, sur l'Île-du-Prince-Édouard. Elle se trouve au nord-ouest de Summerside.